# Nissan 280ZX
De Nissan 280ZX is een sportcoupé die van 1978 tot 1983 door Nissan in Japan werd geproduceerd. Hij werd verkocht als de Datsun 280ZX, Nissan Fairlady Z en Nissan Fairlady 280Z, afhankelijk van de markt. 
In Japan was de 280ZX exclusief te koop in de Nissan Bluebird Store-locaties. Het was de tweede generatie Z-auto, die de Nissan S30 eind 1978 verving. De 280ZX was de eerste keer dat het "by Nissan" badge naast het Datsun-logo werd aangebracht, samen met Nissan-vrachtwagens. De 280ZX was Motor Trend's importauto van het jaar 1979. De 280ZX werd in 1984 vervangen door de Nissan 300ZX.
De 280ZX was een compleet nieuw ontwerp, waarbij alleen de L28 inline-zes motor en andere aandrijflijncomponenten van de 280Z behouden bleven. Er werden zowel tweezits als vierzits (2 + 2) varianten aangeboden. Vergeleken met de meer uitgesproken sportieve eerdere modellen, was de 280ZX een zachter geveerde, zwaardere auto, met minder focus op autorijden en meer op rijcomfort en verfijning. Zachtere vering, betere geluidsisolatie, comfortabelere stoelen en een ruime uitrusting, waaronder hoogwaardige audiosystemen, bepaalden de nieuwe ZX. In de tijdgeest waren emissiebeheersing en aerodynamica aanzienlijk verbeterd ten opzichte van de eerste generatie Z-auto's, terwijl het gewicht enigszins daalde zolang de koper niet veel uit de zeer lange lijst met opties koos. [2] Het exterieurontwerp was evolutionair, minder afgerond en met beter geïntegreerde veiligheidsbumpers. Veel onderdelen, waaronder de achteras en de stuurbekrachtiging, kwamen uit de Datsun 810 luxe sedan. Het grootste deel van de ontwerpinspanning ging naar het totaal andere en veel modernere interieur. De auto werd meer een grand tourer dan een sportwagen, vooral in de luxueuze Grand Luxury-versies.